# Municipio de Union (condado de Republic)
El municipio de Union (en inglés: Union Township) es un municipio ubicado en el condado de Republic en el estado estadounidense de Kansas. En el año 2010 tenía una población de 33 habitantes y una densidad poblacional de 0,35 personas por km².

## Geografía
El municipio de Union se encuentra ubicado en las coordenadas 39°52′47″N 97°45′20″O / 39.87972, -97.75556. Según la Oficina del Censo de los Estados Unidos, el municipio tiene una superficie total de 93.01 km², de la cual 92,79 km² corresponden a tierra firme y (0,24 %) 0,22 km² es agua.

## Demografía
Según el censo de 2010, había 33 personas residiendo en el municipio de Union. La densidad de población era de 0,35 hab./km². De los 33 habitantes, el municipio de Union estaba compuesto por el 100 % blancos. Del total de la población el 0 % eran hispanos o latinos de cualquier raza.